# David Descalzo
David Descalzo Álvarez (Callao, 2 gennaio 1920 – 27 luglio 2004) è stato un cestista peruviano.

## Carriera
Con il Perù ha preso parte alle Olimpiadi del 1948, disputando 3 partite. Ha inoltre vinto la medaglia di bronzo ai Campionati sudamericani 1943.